# Schloss Holíč
Das Schloss Holíč (slowakisch Holíčsky zámok, Holíčsky hrad; deutsch auch Schloss Holitsch oder Schloss Weißkirchen) ist ein Schloss in der Stadt Holíč im Okres Skalica in der Westslowakei, nahe der Grenze zu Tschechien. Es entstand im 18. Jahrhundert durch den Umbau einer Festung und wurde anschließend zur Sommerresidenz der Habsburger, seit 1918 ist das Schloss Staatsbesitz.

## Geschichte

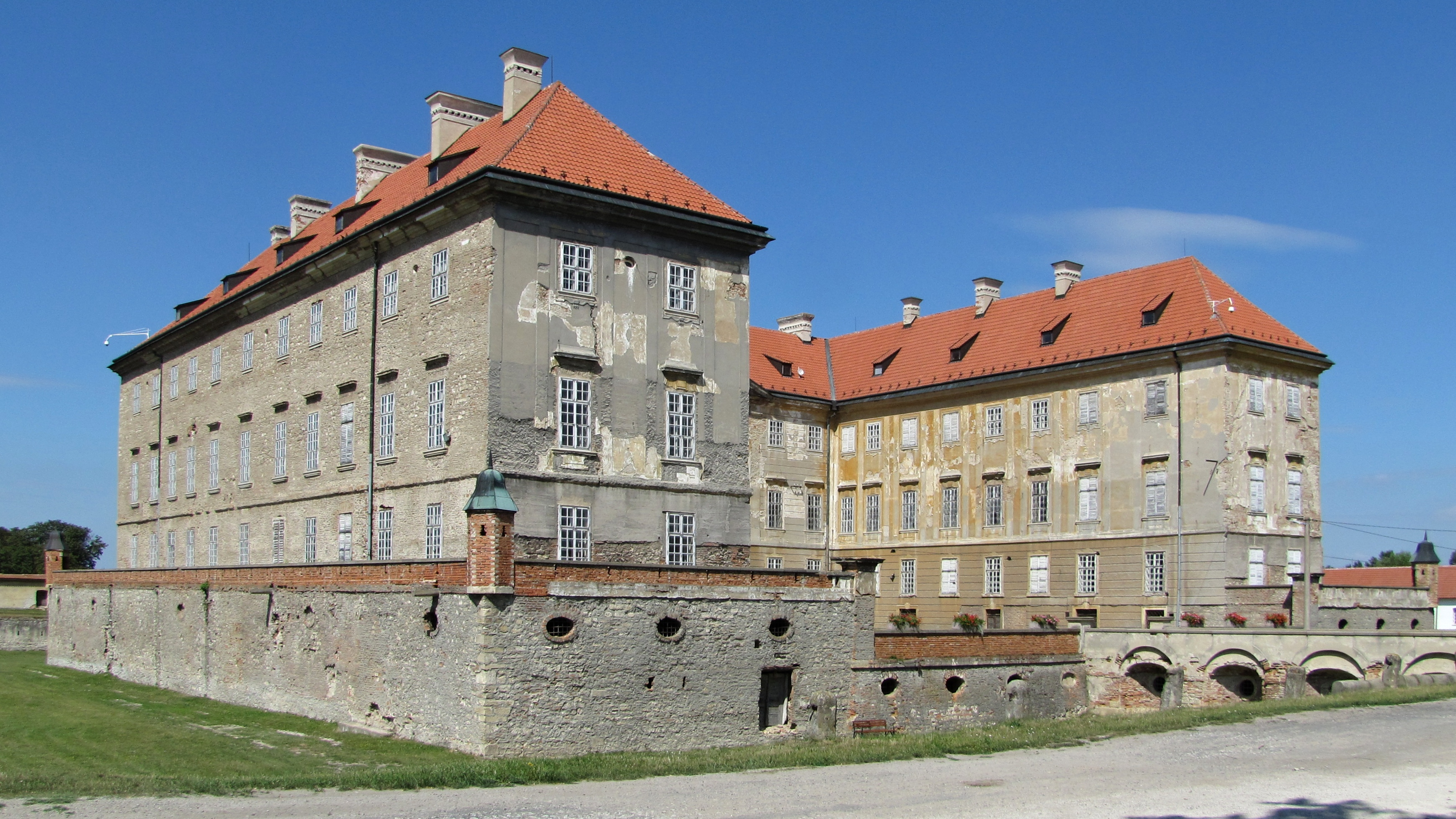
Der Ehrenhof

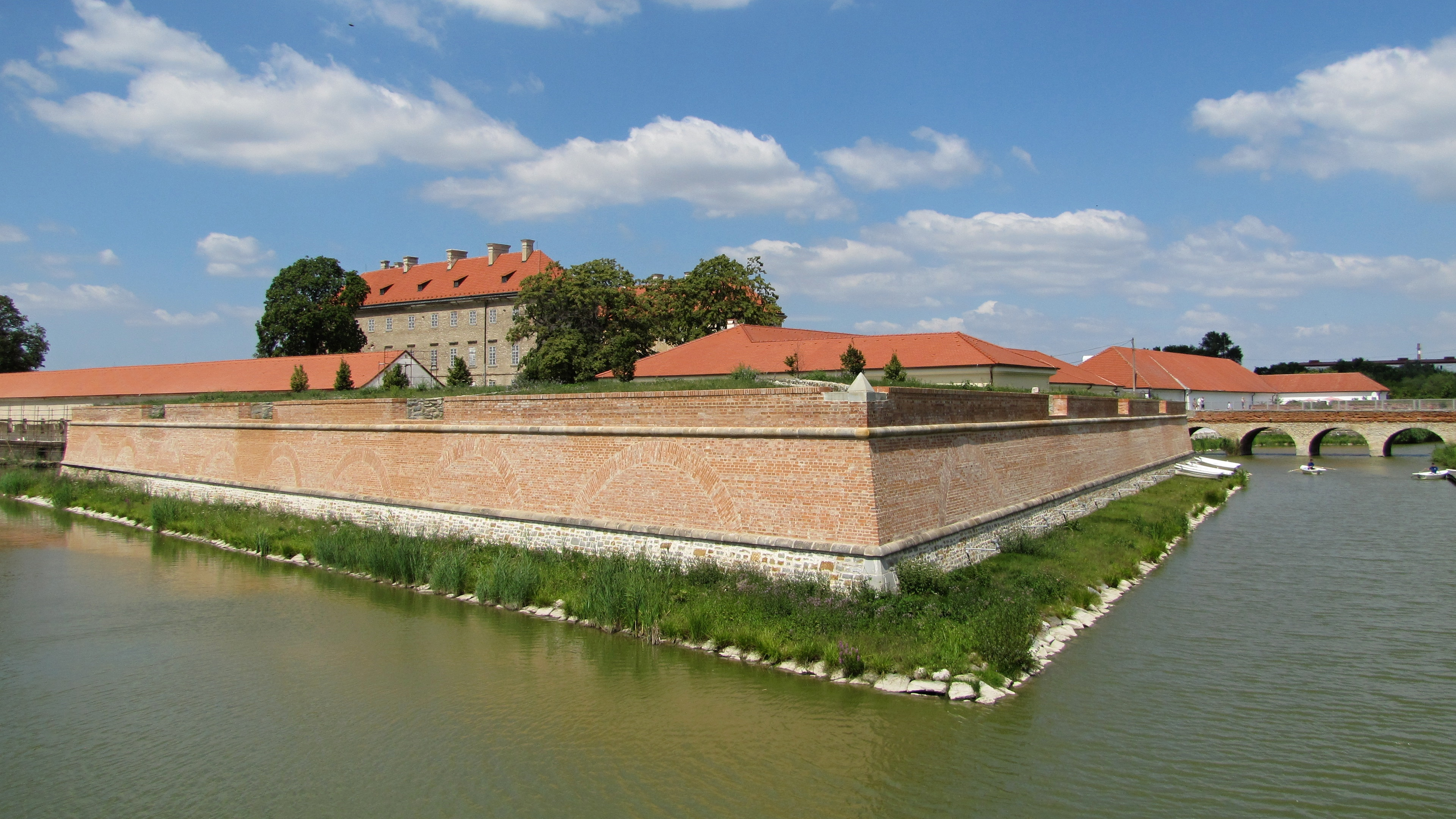
Die südöstliche Bastion

Im 11. Jahrhundert, d. h. zur Zeit des frühen ungarischen Staates, wurde hier eine hölzerne Wasserburg errichtet, die die umliegenden Sümpfe der March zur verstärkten Verteidigung nutzte. Im Jahr 1241, noch während der Herrschaft des Hauses Árpád, begann eine Umwandlung in eine steinerne Burg. Eine Urkunde aus dem Jahr 1256 erwähnt die Festung als Wywar, also „neue Burg“.
Als der ungarische Kleinkönig und Oligarch Matthäus Csák das Gebiet beherrschte, entstand gegen 1315 ein einstöckiger gotischer Palas, der zum Ausgangsort seiner Feldzüge gegen Mähren wurde. Danach stand die Burg bis zum späten 14. Jahrhundert unter Verwaltung von königlichen Kastellanen, dann wurde sie Besitz von Stibor von Stiborice, gefolgt durch das Geschlecht Schlik und ab 1489 die Familie Czobor. In der ersten Hälfte des 15. Jahrhunderts wurde eine spätgotische Festung gebaut, für deren Bau die vorgotischen Befestigungen und das älteste Wohngebäude weichen mussten. In der Zeit der Renaissance begann ein erneuter Umbau in eine sternförmige Festung, die gegen osmanische Truppen schützen sollte. Als Teil dieser Baumaßnahme wurde fast der ganze Burghof mit einem System von Kellern untertunnelt und Wirtschaftsgebäude an der äußeren Befestigungslinie gebaut. Dieser Umbau wurde 1678 abgeschlossen.
Die inzwischen baufällige Festung veräußerte die Familie Czobor im Jahr 1736 an Franz von Lothringen, somit wurde sie Besitz des herrschenden Hauses Habsburg. Nach Plänen des Architekten Jean Nicolas Jadot de Ville-Issey begann 1749 ein schrittweiser Umbau in ein dreiflügliges Schloss im barock-klassizistischen (theresianischen) Stil, wobei die bereits vorhandene Renaissance-Befestigung größtenteils wieder verwendet wurde. Am Umbau waren auch der österreichische Architekt Franz Anton Hillebrandt und der lothringische Künstler Joseph Chamant maßgeblich beteiligt. Zum Schloss wurde ein Hofpark angelegt. Das Schloss wurde zur höfischen Sommerresidenz, in der u. a. Maria Theresia oft weilte. Bekannt war dieses für seine Parforcejagden auf warmer Hochwildfährte; unter Kaiser Franz Joseph I. wurden diese als Teil der Ausbildung von Kavallerieoffizieren durchgeführt; das Militär-Reitlehrerinstitut mit seinen über 150 Pferden nutzte das kaiserliche Schloss für seine Lehrgänge.
Nach der Gründung der Tschechoslowakei im Jahr 1918 wurde das Schloss verstaatlicht, anschließend wurde im Hauptgebäude eine Schule angesiedelt, während die umliegenden Gebäude und der Park für landwirtschaftliche Zwecke genutzt wurden. 1970 wurde das gesamte Bauensemble zum Nationalen Kulturdenkmal erklärt. 1974 fand eine Erneuerung für eine eventuelle zukünftige Nutzung für gesellschaftliche Zwecke statt, eine vollständige Sanierung wurde seither mehrmals vorgeschlagen, aber nie zu Ende gebracht.

## Heutiger Zustand

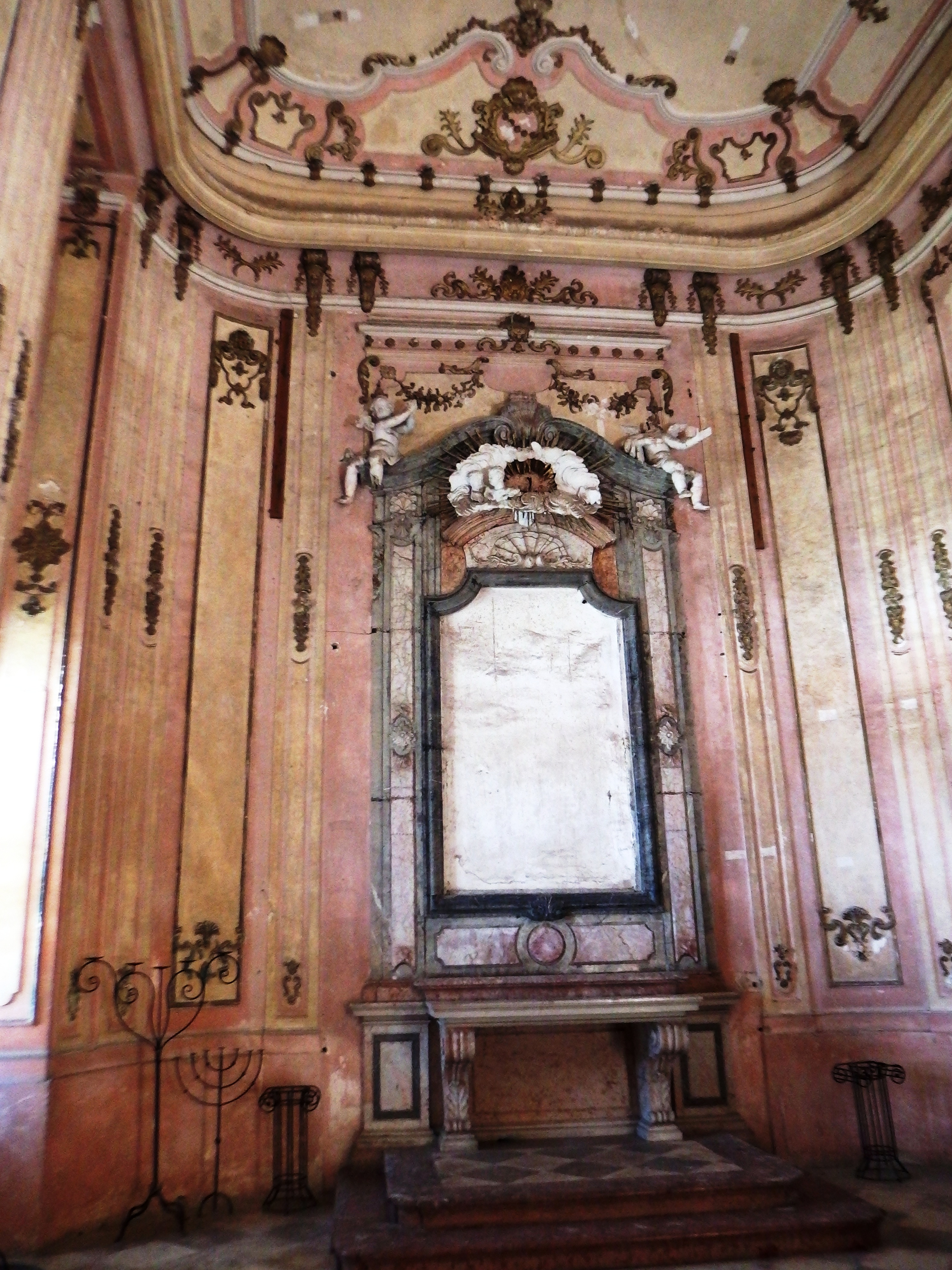
Die barocke Kapelle im Schloss

Das Hauptgebäude des Schlosses ist in schlechtem Zustand, ähnlich wie es lange Zeit das ebenfalls von Maria Theresia als Landsitz genutzte Schloss Hof war. Aufgrund der Verstaatlichung im Jahr 1918 ist von der Ausstattung der Sommerresidenz fast nichts übrig geblieben; mit der barocken Kapelle und dem Chinesischen Saal blieben lediglich zwei Räume praktisch im Originalzustand erhalten. Das Treppenhaus ist wegen seiner teilweise freitragenden Konstruktion technisch interessant.
In einem der Wirtschaftsgebäude wurden Museum und Galerie der Stadt Holíč untergebracht. Weiter sind der Pferdestall, die ehemalige Tabakmanufaktur (slowakisch Tabačiareň) und die Schloss-Weinkellerei saniert.